# ويبستر يونغ
ويبستر يونغ (بالإنجليزية: Webster Young)‏ هو عازف جاز أمريكي، ولد في 3 ديسمبر 1932 في كولومبيا في الولايات المتحدة، وتوفي في 13 ديسمبر 2003 في فانكوفر في الولايات المتحدة.

## وصلات خارجية
- ويبستر يونغ على موقع ميوزك برينز (الإنجليزية)
- ويبستر يونغ على موقع ديسكوغز (الإنجليزية)